# Тэлбойс, Брайан
Сэр Брайан Эдвард Тэлбойс (англ. Brian Edward Talboys; 7 июня 1921, Уонгануи, доминион Новая Зеландия — 3 июня 2012, Инверкаргилл, Новая Зеландия) — новозеландский государственный деятель, вице-премьер и министр иностранных дел Новой Зеландии (1975—1981).

## Биография
Учился в Университете Манитобы, затем — в Университете Виктории в Веллингтоне, получил степень бакалавра искусств. Работал в частной транспортной компании, был помощником редактора газеты для фермеров. Во время Второй мировой войны находился на службе в Королевских ВВС Новой Зеландии, по её окончании работал фермером в Саутленде.
Его политическая карьера началась в 1957 году, когда он был избран членом Палаты представителей от Национальной партии. Переизбирался депутатом вплоть до своего ухода из политики в 1981 году. В 1961 году, он и еще 10 однопартийцев поддержали инициированное Либеральной партией предложение об отмене смертной казни за убийство.
- 1962—1969 годы — министр сельского хозяйства,
- 1964—1972 годы — министр образования,
- 1972 год — министр промышленности и торговли,
- 1974—1980 годы — заместитель председателя Национальной партии,
- 1975—1980 годы — вице-премьер, 1975—1981 годы — министр иностранных дел Новой Зеландии,
- 1980 год — часть членов кабинета предприняли неудачную попытку смещения со своего поста премьера Роберта Малдуна с его заменой на Тэлбойса, получившую название «заговор полковников» (Colonels' Coup). Этот демарш стоил политику поста вице-премьера.

После своего выхода в отставку в 1981 году избирался первым председателем Тихоокеанского демократического союза. Кавалер Ордена Австралии (1982) и британского ордена Бани (1991).